# شهرستان فافان
شهرستان فافان (به لاتین: Fafan Zone) یک منطقهٔ مسکونی در اتیوپی است که در منطقه سومالی واقع شده‌است. شهرستان فافان ۱٬۱۹۰٬۷۹۴ نفر جمعیت دارد.